# Angourie Rice

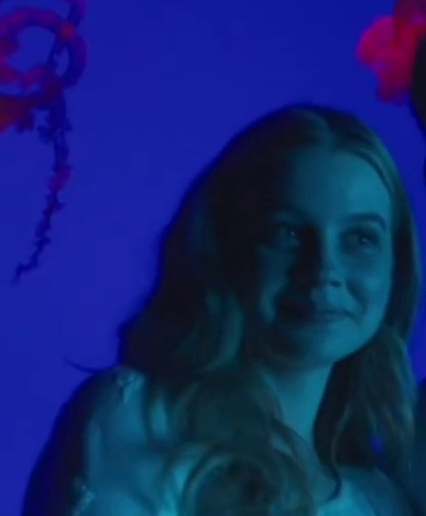
Angourie Rice (2020)

Angourie Rice (* 1. Januar 2001 in Perth) ist eine australische Schauspielerin. Ihre erste größere Rolle spielte sie 2013 in dem Endzeitfilm These Final Hours,  weitere Bekanntheit erlangte sie 2018 mit der Literaturverfilmung Letztendlich sind wir dem Universum egal.

## Leben und Karriere
Rice ist die Tochter eines Regisseurs und einer Schauspielerin. Ab 2009 übernahm sie mehrere Rollen in australischen Kurzfilmen, so unter anderem 2012 in dem Kurzfilm Transmission von Zak Hilditch, für den sie 2012 beim St-Kilda-Filmfestival als beste Schauspielerin ausgezeichnet wurde.
Hilditch besetzte sie daraufhin für die weibliche Hauptrolle der Rose in seinem Endzeit-Katastrophenfilm These Final Hours. Es folgten eine Sprechrolle in der australisch-britischen Co-Produktion Dinosaurier 3D – Im Reich der Giganten und mehrere Gastauftritte in australischen Fernsehserien, darunter eine Episodenrolle in Mako – Einfach Meerjungfrau.
2016 erhielt sie eine Nebenrolle in der US-amerikanischen Kriminalkomödie The Nice Guys, die im Juni 2016 in die deutschen Kinos kam. 2017 war sie in einer Nebenrolle in Spider-Man: Homecoming zu sehen. 2018 spielte sie die Hauptrolle in dem Teenager-Filmdrama Letztendlich sind wir dem Universum egal nach dem gleichnamigen, 2015 mit dem Deutschen Jugendliteraturpreis ausgezeichneten Roman von David Levithan.
2019 spielte sie eine Hauptrolle in einer Episode der britischen Anthologie-Serie Black Mirror. In den 2019 und 2021 erschienenen Filmen Spider-Man: Far From Home und Spider-Man: No Way Home war sie in einer Nebenrolle zu sehen.

## Filmografie
- 2009: Hidden Clouds (Kurzfilm)
- 2011: Mercy (Kurzfilm)
- 2012: Transmission (Kurzfilm)
- 2013: These Final Hours
- 2013: Karnivool: We Are
- 2013: Coping (Kurzfilm)
- 2013: Dinosaurier 3D – Im Reich der Giganten (Walking with Dinosaurs)
- 2014: The Doctor Blake Mysteries (Fernsehserie, Folge 2x07)
- 2014: Das schlimmste Jahr meines Lebens – Reloaded (Worst Year of My Life, Again!, Fernsehserie, Folge 1x10)
- 2015: Mako – Einfach Meerjungfrau (Mako: Island of Secrets, Fernsehserie, Folge 2x09)
- 2016: Nowhere Boys (Fernsehserie, Folge 2x14)
- 2016: Nowhere Boys: The Book of Shadows
- 2016: The Nice Guys
- 2017: Jasper Jones
- 2017: Die Verführten (The Beguiled)
- 2017: Spider-Man: Homecoming
- 2018: Letztendlich sind wir dem Universum egal (Every Day)
- 2018: Ladies in Black
- 2019: Black Mirror (Fernsehserie, Folge 5x03 Rachel, Jack und Ashley Too)
- 2019: Spider-Man: Far From Home
- 2020: Wettkampf der Tiere – Daisy Quokkas großes Abenteuer (Daisy Quokka: World’s Scariest Animal, Stimme von Daisy Quokka)
- 2021: Mare of Easttown (Miniserie, 7 Folgen)
- 2021: Spider-Man: No Way Home
- 2021–2022: The Daily Bugle (TheDailyBugle.net, Fernsehserie, 13 Folgen)
- 2022: Senior Year
- 2022: Honor Society
- 2023: Beschütze sie (The Last Thing He Told Me, Fernsehserie, 7 Folgen)
- 2024: Mean Girls – Der Girls Club (Mean Girls)
- 2024: Loser (Kurzfilm)